# Krafft (Familienname)
Krafft ist ein deutscher Familienname.

## Namensträger

### A
- Adam Krafft (1493–1558), deutscher Kirchenreformer
- Albert Krafft (1816–1847), österreichischer Orientalist, siehe Albrecht Krafft
- Albert Krafft (Fabrikant) (1836–1899), deutscher Fabrikant
- Albrecht Krafft (1816–1847), österreichischer Orientalist und Kunstschriftsteller
- Alfred Krafft-Lortzing (1893–1974), deutscher Sänger (Tenor), Schauspieler und Intendant
- Amalie Krafft (1778–1852), dänische Autorin
- Anthony Krafft (1928–1991), Schweizer Architekturjournalist und Verleger
- Antoine Krafft (1831–1910), Schweizer Architekt
- August von Krafft (General, 1782) (1782–1855), preußischer Generalleutnant
- August Christian Lebrecht von Krafft (1740–1813), deutscher Generalmajor
- August Friedrich Erdmann von Krafft (1748–1822), deutscher Generalleutnant

### B
- Barbara Krafft (1764–1825), österreichische Malerin
- Beate Krafft-Schöning (* 1965), deutsche Journalistin und Autorin

### C
- Carl Krafft (1814–1898), deutscher Pfarrer und Kirchenhistoriker, siehe Karl Johann Friedrich Wilhelm Krafft
- Carl Krafft (Maler) (1875–1943), deutscher Maler
- Carl Anton von Krafft (1743–1830), deutscher Oberamtmann und Landrichter
- Carl Rudolph Krafft (1884–1938), amerikanischer Landschaftsmaler
- Charles Krafft (1863–1921), Schweizer Chirurg
- Christian Krafft (1784–1845), deutscher Theologe
- Christian Friedrich Krafft (1716–1775), deutscher Maler
- Christophorus Anton Krafft (1693–1765), deutscher Jurist und Politiker

### D
- David von Krafft (1655–1724), schwedischer Maler
- Dietmar Krafft (* 1934), deutscher Wirtschaftswissenschaftler
- Dominus Krafft († 1298), Kanzler des Königs Rudolf von Habsburg und Stifter des Predigerklosters in Ulm

### E
- Elias Christoph Krafft (1748–1798), deutscher Prediger
- Else Krafft (Pseudonym Isolde Leyden; 1877–1947), deutsche Journalistin und Schriftstellerin
- Elton George Krafft (1914–2001), US-amerikanischer Maler
- Emil Krafft (1809–1860), preußischer Maler und Lithograf
- Erich Krafft (1890–1966), deutscher Germanist und Literaturkritiker
- Ernst Krafft, Pseudonym von Richard Lohmann (1881–1935), deutscher Lehrer, Journalist und Politiker
- Ernst Krafft (1885–1954), deutscher Konteradmiral
- Ernst Friedrich Krafft (1823–1898), deutscher Unternehmer und Politiker
- Erwin Krafft (* 1935), deutscher Bauingenieur und Hochschullehrer

### F
- François-Joseph Krafft (1721–1795), belgischer Organist, Dirigent und Komponist
- Friedrich Krafft (Politiker, 1777) (1777–1857), deutscher Politiker
- Friedrich Krafft (Chemiker) (1852–1923), deutscher Chemiker
- Friedrich Krafft (Politiker) (1857–1936), deutscher Politiker, Oberbürgermeister von Ludwigshafen am Rhein
- Friedrich von Krafft-Ebing (1807–1889), badischer Oberamtmann
- Fritz Krafft (* 1935), deutscher Wissenschaftshistoriker und Hochschullehrer

### G
- Georg Krafft († 1512), deutscher Metallgießer und Büchsenmeister
- Georg Krafft (Jurist) (* 1966), deutscher Jurist und Anwalt
- Georg Andreas Krafft (1660–1726), deutscher Komponist, siehe Georg Andreas Kraft
- Georg Wolfgang Krafft (1701–1754), deutscher Physiker
- Gottfried Krafft, deutscher Gemmenschneider
- Guido Krafft (1844–1907), österreichischer Agrarwissenschaftler
- Günther Krafft (1913–nach 1976), deutscher Mediziner
- Gustave Krafft (1861–1927), elsässisch-französischer Architekt und Maler

### H
- Hanns-Peter Krafft (* 1948), deutscher Designer
- Hans Krafft der Ältere (vor 1494–1542/1543), deutscher Goldschmied und Medailleur
- Hans Krafft (Bürgermeister) (1499–1577), deutscher Patrizier und Bürgermeister von Ulm
- Hans Krafft († 1578), deutscher Buchdrucker, siehe Johann Krafft
- Hans von Krafft-Ebing (1854–1930), deutscher Jurist
- Hans Ulrich Krafft (auch Hans Ulrich Krafft von Dellmensingen; 1550–1621), deutscher Kaufmann und Orientreisender
- Heinrich Krafft († 1338), Bischof von Lavant
- Heinrich Krafft von Dellmensingen (1910–2000), deutscher Unternehmer und Manager
- Hellfried von Krafft-Ebing (1907–1990), österreichischer Maschinenbautechniker, Motorradrennfahrer und Unternehmer
- Hermann Krafft (1861–1934), deutscher reformierter Pfarrer
- Hugues Krafft (1853–1935), französischer Fotograf

### I
- Ignaz Krafft (1590–1638), Abt der Stifte Neukloster und Lilienfeld

### J
- Jan Lauwryn Krafft (1694–um 1768), deutsch-belgischer Künstler, Schriftsteller, Verleger und Sänger
- Jens Krafft (auch Kraft; 1720–1756/1785), dänisch-norwegischer Philosoph
- Johann Krafft (auch Hans Crato; † 1578), deutscher Buchdrucker
- Johann August Krafft (Lithograf) (1792–nach 1833), österreichischer Lithograf und Maler
- Johann August Krafft (Maler) (1798–1829), deutscher Maler und Radierer
- Johann Friedrich Krafft († 1785), deutscher Beamter und Sekretär Goethes
- Johann Georg Krafft (1740–1772), deutscher evangelischer Theologe und Hochschullehrer
- Johann Gottlob Krafft (1789–1830), deutscher Pfarrer und Superintendent
- Johann Karl Krafft (1764–1833), französischer Architekt und Kupferstecher deutscher Herkunft
- Johann Martin Krafft (1738–1781), österreichischer Medailleur
- Johann Melchior Krafft (1673–1751), deutscher lutherischer Theologe, siehe Johann Melchior Kraft
- Johann Peter Krafft (1780–1856), deutscher Maler
- Johann Wilhelm Krafft (1696–1767), deutscher reformierter Theologe
- Johannes Krafft (1519–1585) deutscher Humanist und Arzt, siehe Johann Crato von Krafftheim
- Johannes Krafft (Rechenmeister) († 1620), deutscher Rechenmeister
- Josef Maier-Krafft (1906–1991), deutscher Rechtsanwalt und Schriftsteller
- Joseph Krafft (1786–1828), österreichischer Maler
- Julie Krafft (1821–1903), österreichische Malerin
- Julius Krafft (1855–1937), US-amerikanischer Architekt deutscher Herkunft
- Justus Christoph Krafft (1732–1795), deutscher Prediger und Autor

### K
- Karl Krafft (Fabrikant) (1852–1903), deutscher Fabrikant und Politiker, MdL Baden
- Karl Krafft (Geistlicher) (1862–1942), deutscher Pfarrer und Theologe
- Karl Krafft-Lortzing (1856–1923), deutscher Kapellmeister und Komponist
- Karl August Adolf von Krafft (1764–1840), deutscher General der Infanterie
- Karl Ernst Krafft (1900–1945), Schweizer Astrologe
- Karl Johann Friedrich Wilhelm Krafft (1814–1898), deutscher Pfarrer und Kirchenhistoriker
- Karl Lebrecht Friedrich von Krafft (1784–1857), deutscher Generalleutnant
- Karl Theodor Krafft (1804–1878), deutscher Philologe und Kirchenrat
- Katia Krafft (1942–1991), französische Vulkanologin, siehe Katia und Maurice Krafft
- Konrad Krafft († 1519), deutscher Rechtsgelehrter
- Konrad Krafft von Dellmensingen (1862–1953), deutscher Offizier
- Kurt Krafft (1903–1986), deutscher Ingenieur und Unternehmensgründer

### L
- Leopold Krafft von Dellmensingen (1908–1994), deutscher Diplomat
- Ludwig Krafft († 1397), deutscher Politiker, Bürgermeister von Ulm
- Ludwig Krafft (Bibliothekar) (1901–1977), deutscher Bibliothekar, Gründer einer Puppentheatersammlung

### M
- Manfred Krafft (Fußballtrainer) (1937–2022), deutscher Fußballtrainer
- Manfred Krafft (Betriebswirtschaftler) (* 1963), deutscher Wirtschaftswissenschaftler
- Maria Adler-Krafft (1924–2019), deutsche Malerin und Grafikerin
- Marie Krafft (1812–1885), österreichische Malerin
- Marion von Krafft-Ebing (1911–2002), österreichische Schriftstellerin
- Maurice Krafft (1946–1991), französischer Vulkanologe, siehe Katia und Maurice Krafft
- Maximilian Krafft (1889–1972), deutscher Mathematiker
- Mikael Krafft (* um 1947), schwedisch-luxemburgisch-monegassischer Reeder

### N
- Nicolaus Blankenhorn-Krafft (1810–1860), Bürgermeister und Landtagsabgeordneter

### O
- Olaf Krafft (1939–2021), deutscher Mathematiker, Statistiker und Hochschullehrer
- Otfried Krafft (* um 1969), deutscher Historiker, Mediävist und Hochschullehrer
- Otto Krafft (Abt) (1655–1729), deutscher Geistlicher, Abt von Prüfening
- Otto Krafft (Ingenieur) (1879–1916), deutscher Bauingenieur

### P
- Paul Krafft (?–1498), Abt des Klosters Elchingen
- Per Krafft der Ältere (1724–1793), schwedischer Maler
- Per Krafft der Jüngere (1777–1863), schwedischer Maler
- Peter von Krafft (1861–nach 1894), deutscher Maler
- Peter Krafft (* 1938), deutscher Altphilologe
- Philipp Casimir Krafft (1773–1836), deutscher Tabakfabrikant und Landtagsabgeordneter

### R
- Richard von Krafft-Ebing (1840–1902), deutsch-österreichischer Psychiater und Rechtsmediziner
- Rudolf Krafft (Offizier) (1864–1916), deutscher Offizier und Autor
- Rudolf Krafft (Unternehmer) (?–1981), deutscher Kaufmann und Unternehmer

### S
- Sybille Krafft (* 1958), deutsche Filmemacherin und Schriftstellerin

### T
- Tadeusz Krafft (* 1961), polnischer Fußballspieler
- Theresia Katharina Krafft (Ordensname Maria Anna Frobenia; 1769–1839), deutsche Ordensschwester, Komponistin, Geigerin und Pianistin
- Thomas Krafft (* 1959), deutscher Geograf, Gesundheitswissenschaftler und Hochschullehrer

### U
- Ulrich Krafft (um 1455–1516), deutscher Prediger und Rechtsgelehrter
- Ulrike Krafft (* 1984), deutsche Automobilrennfahrerin
- Ute Krafft (* 1963), deutsche Bildhauerin, Malerin und Karikaturistin
- Uwe Jens Krafft (1878–1929), deutscher Regisseur, Schauspieler, Drehbuchautor, Szenenbildner und Schnittmeister

### V
- Vera Krafft (1910–2003), russisch-deutsche Malerin

### W
- Walter Krafft (1936–2021), deutscher Pianist
- Wilhelm Krafft (Maler) (um 1808–1865), deutscher Maler
- Wilhelm Friedrich Christian Gustav Krafft (1805–1864), deutscher Politiker
- Wilhelm Johann Krafft (1833–1908), Siebenbürger Verleger
- Wilhelm Ludwig Krafft (1821–1897), deutscher evangelischer Theologe und Hochschullehrer
- Wilhelmina Krafft (1778–1828), schwedische Porträt- und Miniaturmalerin
- Wolfgang Ludwig Krafft (1743–1814), russisch-deutscher Astronom